# Galerotella
Galerotella es un género de insectos coleópteros de la familia Chrysomelidae. Se encuentra en Asia.

## Especies
- Galerotella euryobotryae (Maulik, 1936)
- Galerotella garoana (Maulik, 1936)
- Galerotella indicola (Takizawa, 1986)
- Galerotella virida (Jacoby, 1887)